# Tramway d'Annaba
Le tramway d'Annaba est un système de transport en commun actuellement en projet à Annaba en Algérie. Deux lignes sont prévues, la première avec 22 stations et la deuxième avec 12 stations.

## Caractéristiques

### Tracé
La première ligne devrait partir du nord d'Annaba à Kouba avant de rejoindre la cité Ménadia puis le siège de la Wilaya et la gare SNTF où elle entrera en correspondance avec la seconde ligne, puis la ligne continuera vers l'ouest vers la cité 400 logements puis devrait rejoindre Bidari vers le sud et avoir pour terminus l'université d'El Bouni (correspondance avec la ligne 2).
La seconde ligne devrait partir de l'université d'El Bouni (correspondance avec la ligne 1) avant de traverser la commune d'El Bouni puis de partir vers le nord pour rejoindre la gare SNTF de Annaba (correspondance avec la ligne 1) et de terminer au port de Annaba.
Le 1 avril 2024, le wali de Annaba propose au ministre des transports alors en visite de travail dans la wilaya un nouveau tracé pour la ligne 1 (quasi circulaire) du tramway d'annaba 